# Sławomir Wojciechowski
Sławomir Wojciechowski (Danzica, 6 settembre 1973) è un ex calciatore polacco, di ruolo centrocampista.

## Carriera

### Club
Esterno sinistro di centrocampo, dopo aver giocato per anni nel Lechia di Danzica, in seconda divisione, debutta nella massima serie polacca nel 1993. Nel gennaio 1995 passa a Katowice, in prima divisione, dove si fa notare come un esterno bravo sotto porta: realizza 30 reti in campionato, 26 negli ultimi due anni, passando in Svizzera nell'estate del 1998.
Dopo un paio di stagioni, il Bayern Monaco acquista il cartellino del centrocampista per 700000 € dall'Aarau: gioca solo tre incontri nell'ultimo semestre della stagione 1999-2000, andando a segno contro l'Ulma (4-0) e vincendo tre titoli nazionali, tra cui il campionato tedesco. L'anno seguente è messo fuori rosa. Tornato prima all'Aarau poi al Lechia Danzica, militante nelle divisioni minori del calcio polacco. Nel 2007 gioca per il Viktoria Colonia, in quinta serie tedesca, chiudendo la carriera in patria, in un club di quarta categoria.

### Nazionale
Il 14 febbraio 1997 debutta nella nazionale polacca contro la Lituania (0-0).

## Palmarès

### Club
- Campionato tedesco: 1

Bayern Monaco: 1999-2000
- DFB-Pokal: 1

Bayern Monaco: 1999-2000
- DFL-Ligapokal: 1

Bayern Monaco: 2000